# St. Johannes Apostel und Evangelist (Harenda)
Die Holzkirche Johannes der Apostel und Evangelist in Zakopane-Harenda wurde um 1700 im barocken Stil der kleinpolnischen Holzkirchen in Zakrzów bei Kalwaria Zebrzydowska erbaut. 
Im Jahr 1947 wurde sie nach Zakopane versetzt und im Stadtteil Harenda wieder aufgebaut. Die Kirche wurde sodann von Władysław Jarocki, dem Schwager von Jan Kasprowicz, renoviert. 

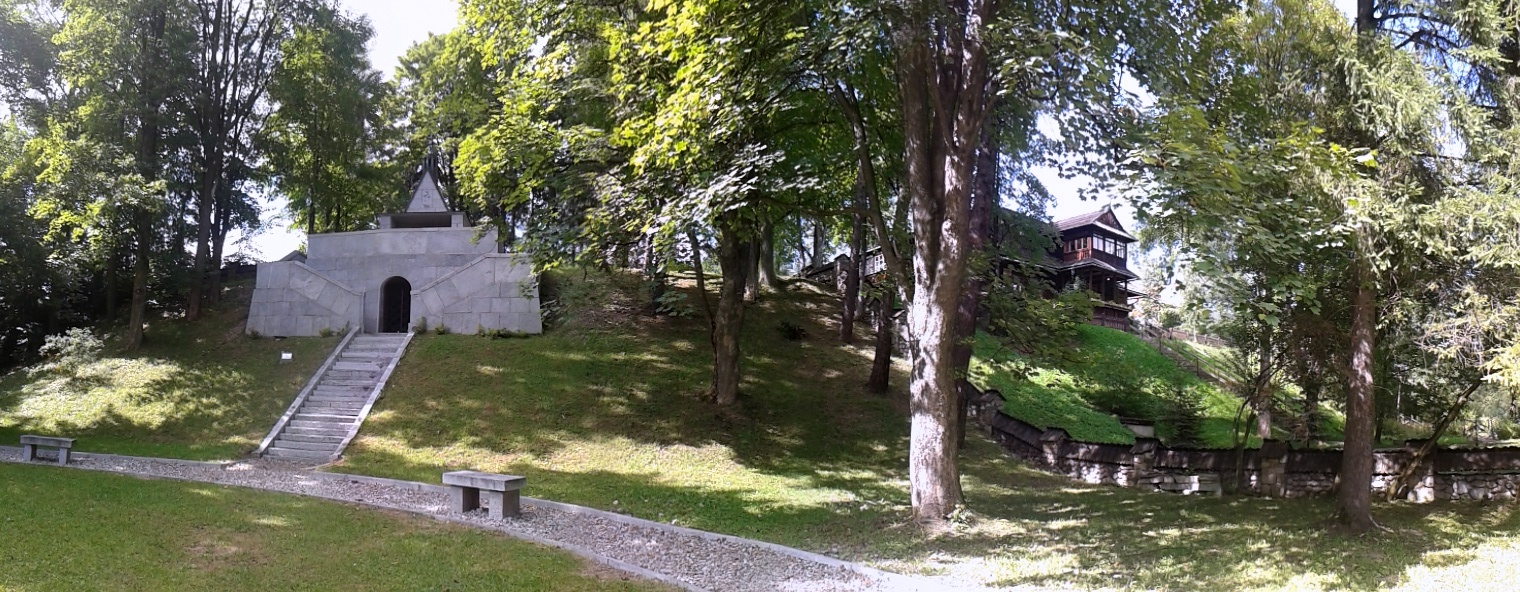
Villa Harenda und das Mausoleum

Im Park neben der Kirche befinden sich die Villa Harenda und das Mausoleum von Jan Kasprowicz. 
Das denkmalgeschützte Gebäude ist Teil des kleinpolnischen Holzarchitekturwegs und der älteste Sakralbau in Zakopane.

## Geographische Lage
Die Kirche befindet sich im Zakopaner Zentrum unweit der DK 47, die hier Zakopianka heißt, im Vortatragraben am Fuße der Tatra.